# Regno floristico delle Figi
Il regno floristico delle Figi, occupa un arcipelago di circa 322 isole e isolette. Le isole più piccole sono composte maggiormente da rocce ignee mentre le isole più grandi, Vanua Levu (1032 m) e Viti Levu (1324 m), sono composte da una robusta roccia interna. Le barriere coralline e le lagune, che contornano le isole, costituiscono una delle principali caratteristiche biologiche e fisiche che si possono trovare sulle isole Figi.

## Clima
Il clima caldo e umido è caratteristico dell'estate, mentre durante il resto dell'anno le isole sono soggette a precipitazioni distribuite in maniera discontinua. Questo gradiente crea delle zone poce piovose, che sono divenute dei perfetti ecosistemi per la crescita delle foreste monsoniche (nel 1980 queste foreste ricoprivano 8110 km², quindi il 44% dell'area totale). La foresta monsonica è confinata sulle larghe isole di Viti Levu, Vanua Levu, Rambi e Taveuni. Sull'isola di Vanua Levu il 50 % delle foreste pluviali sono state disboscate e ci si aspetta che in futuro il 90 % delle foreste restanti farà la stessa fine. Delle foreste rimarranno solamente 313 km², protetti nelle varie riserve.

## Storia
Lo sviluppo della vegetazione delle Figi può essere suddiviso in due fasi: una prima fase "pre" e una seconda fase "post" arrivo degli europei. Una volta arrivati sull'isola gli europei modificarono il paesaggio, disboscando le foreste che si trovavano lungo le spiagge e sulle pianure, per dare spazio all'agricoltura, alle piantagioni di piante esotiche e all'allevamento di diversi animali domestici. In seguito gli europei introdussero i raccolti di olio di cocco, di cotone e di zucchero, limitando la diversità di specie di piante. 
Dall'isola di Solomon tra Vanuatu, Tonga e Samoa, l'Oceano pacifico è composto da piccole isole, molte delle quali sono caratterizzate da foreste umide che comprendono foreste pluviali nelle zone ad alta quota. I principali fattori che controllano la tipologia della vegetazione su queste isole sono la topografia, l’altitudine, ma soprattutto l'attività dell'uomo. Oggigiorno le foreste tropicali si trovano solo nell'est del Pacifico, sulle isole di grandi dimensioni, mentre sulle isole più piccole le foreste sono completamente scomparse. La lunga isolazione ha contribuito alla nascita di differenti specie di piante e di animali endemiche, specialmente tra gli uccelli. La diminuzione dell'habitat e l'introduzione di predatori sull'isola per conto degli uomini hanno portato all'estinzione di molte di queste specie. Le Figi possiedono circa 900 km² di piantagioni e di foreste, delle quali 340 km² sono composte da legno massiccio, come ad esempio il mogano, che è caratterizzato dalla specie Swietenia macrophylla. I restanti 560 km² sono composti da aree secche caratterizzate principalmente dalla specie Pinus caribaea. Una delle principali conseguenze risultante dall'attività di disboscamento e dalla creazione di piantagioni, è l'estinzione di alcune specie di alberi.
| Famiglia        | Genere | Specie | % di piante |
| --------------- | ------ | ------ | ----------- |
| Meliaceae       | 4      | 4      | 6           |
| Caesalpiniaceae | 3      | 3      | 4           |
| Rubiaceae       | 3      | 3      | 4           |
| Annonaceae      | 3      | 3      | 4           |
| Myrtaceae       | 2      | 5      | 7           |
| Lauraceae       | 2      | 4      | 6           |
| Clusiaceae      | 2      | 3      | 4           |
| Moraceae        | 1      | 4      | 4           |
| Myristicaceae   | 1      | 4      | 4           |
| Sapotaceae      | 1      | 3      | 4           |
| Araliaceae      | 1      | 3      | 4           |
| Totale          | 23     | 39     | 48          |

Tabella: Famiglie di piante in una piantagione di mogano (10 m X 10 m) 

## Biodiversità
Pur trattandosi di un arcipelago del Pacifico la flora in queste isole non è molto ricca. Questo problema può essere dovuto al tasso di umidità tropicale. Ci sono approssimativamente 1500 piante vascolari natìe sull'isola. Di queste 1500, il 40% sono endemiche. La maggior parte delle piante endemiche dipende dalla foresta e si estende in una zona ristretta. il numero di mammiferi nativi sull'isola è particolarmente ridotto: sei pipistrelli, incluso il pipistrello da frutta Pteralopex acrodonta, e 124 specie di uccelli (tra cui 24 endemiche). Come i mammiferi anche i rettili, gli anfibi e gli insetti includono generi e specie endemiche. Sull'isola si possono vedere 27 specie di rettili, tra iguana crestata, serpenti, e gechi. Lungo la costa, nelle zone più popolate, oltre a maiali, cani e gatti, come animale domestico troviamo anche la mangusta (introdotta per cacciare i ratti), responsabile della scomparsa di diverse specie di animali. 
Oltre all'uomo, anche i disastri naturali sono responsabili del cambiamento di vegetazione. Cicloni e frane infatti hanno modificato l'ambiente creando dei nuovi ecosistemi. Come gli animali, anche le piante si sono adattate a questi ambienti instabili.

## Principali tipi di vegetazione

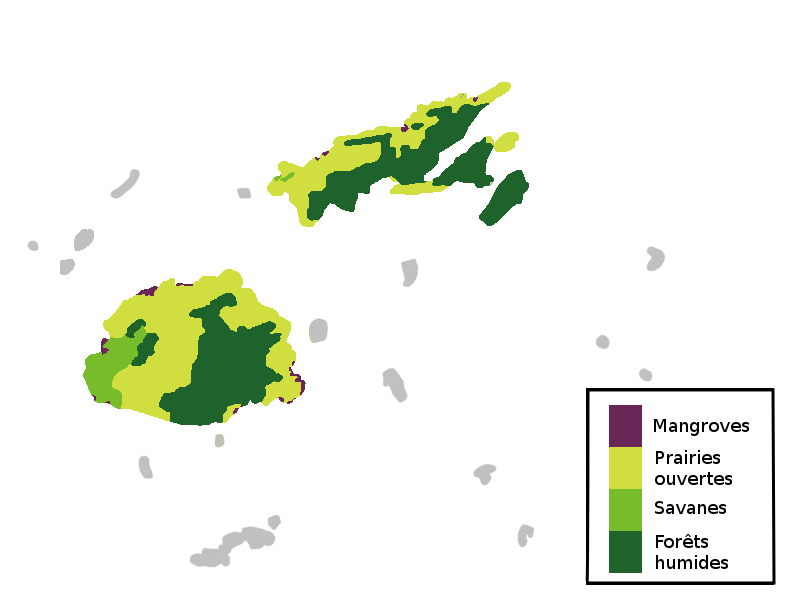
Mappa delle vegetazioni che si possono trovare sulle isole di Vanua Levu e Viti Levu.

I parametri ambientali che determinano la distribuzione della vegetazione nelle Figi possono essere radunati in quattro gruppi: clima, topografia, variazione del suolo e influenza da parte dell'uomo. A partire da questi fattori possiamo riconoscere le principali vegetazioni che caratterizzano le isole:
1. Foresta pluviale delle pianure
2. Foresta tropicali dell'altopiano
3. Foresta nebulosa
4. Foresta arida
5. Vegetazione Talasiqa
6. Vegetazioni delle paludi d'acqua dolce
7. Foresta di mangrovie
8. Vegetazioni delle spiagge costali
9. Vegetazione marina

Possiamo subito fare una distinzione tra le vegetazioni che si trovano nelle zone secche e quelle che si trovano nelle zone umide. La zona umida esposta allo scambio dei venti si trova a sud est dell'isola, mentre la zona secca si trova a nord ovest. Il limite delle due zone è difficile da stabilire, in quanto la transizione da umido a secco è graduale. Tra questi otto tipi di vegetazione i primi tre si possono trovare in zone umide, i due seguenti (Foresta arida e Vegetazione Talasiqa) si trovano in zone secche, mentre le ultime tre categorie sono caratterizzate da specie miste, tra cui possiamo riconoscere la specie Palaquium hornei . La maggior parte delle piante che si trova nell'entroterra si è adattata alla dispersione dei semi da parte degli animali. Oltre all'oceano e agli animali, il 10 % dei semi è stato trasportato nel tempo grazie ai venti e ai cicloni che hanno permesso una dispersione delle specie in tutto l'arcipelago. 

### Foreste pluviali delle pianure
Sulle Figi sono presenti due tipi di foreste pluviali: foresta delle pianure nelle zone umide, ossia una zona coperta dalla specie Calophyllum endospermum, e una zona mista intermedia. Nella zona intermedia arida possiamo trovare tre generi di conifere: Agathis, Podocarpus e Dacrydium, mentre decrescono Endospermum macrophyllum, Myristica castaneifolia e Calophyllum vitiense. Tra le specie presenti sull'isola, che caratterizzano le foreste pluviali, possiamo trovare anche Epipremnum pinnatum, Freycinetia impavida, F.Caudata, Piper insectifugum.

### Foreste tropicali dell'altopiano
Vicino alla costa, sulla catena sotto l'esposizione dei venti (400 m), la foresta comincia a diminuire. A queste altitudini la foresta diventa alpina con una forte concentrazione di piante a fiore. Grazie a diversi studi sono stati individuati due tipi di foreste alpine: foreste zone umide e foreste zone intermedie. La vegetazione nelle zone intermedie può essere soggetta a dei periodi secchi (meno di 100 mm di precipitazioni per mese). Queste isole di foresta alpina confinano con una pirofitica estesa erbosa che si propaga fino alla pianura. La vegetazione nelle zone alpine umide si caratterizza per la foresta di Agathis podocarpus. Questi due tipi di conifere (Agathis vitiensis e Podocarpus vitiensis) compongono il 50 % della nostra zona. L'altro 50% della foresta alpina è composta da diverse specie di piante. La zona secca di questa foresta è descritta come foresta di tipo Agathis – Dacrydium. In questa zona possiamo trovare le stesse specie che abbiamo già incontrato nella foresta tropicale delle pianure. La parte inferiore degli alberi è composta da felci della specie Cyathea lunulata, e da piccole subcanopie che includono differenti famiglie: Apocynaceae, Araliaceae, Myrsinaceae, Euphorbiaceae.

### Foresta nebulosa
Si tratta di una foresta umida sempre verde tropicale. La canopia di questo tipo di foresta si trova ad altezza più bassa rispetto alle foreste tropicali dell'altopiano. Sotto la canopia l'intensità della luce è ridotta al 30% della luce naturale, con un'elevata concentrazione di umidità. Per questo motivo la vegetazione di questa foresta è composta da una minore varietà di piante, tra le quali possiamo trovare una grande biodiversità di felci e di licheni.

### Foresta arida
Nelle alte isole delle Figi, le foreste aride native sono state quasi completamente distrutte dal pascolo e dagli incendi. Il nome di foresta arida è dato dalle stagioni aride che toccano questa zona. Durante l'estate la foresta riceve tanta acqua quanto le altre zone dell'isola. La foresta arida è detta Dacrydium-Fagraeae, dalla presenza delle specie D.nidulum e F. gracilepes. Come nelle zone appena descritte, anche questa è composta da più di una specie di canopie, tra cui due tipi di conifere: Podocarpus neriifolius e Gymnostoma vitiense. Le famiglie principali di questa zona sono: Ulmaceae, Moraceae, Verbenaceae . A causa dei cambiamenti ambientali quest'area ha sviluppato altre famiglie non originarie del posto: Myrtaceae, Tiliaceae, Santalaceae.

### Vegetazione Talasiqa
La vegetazione Talasiqa indica un paesaggio bruciato dal sole. Il termine fa riferimento all'ecosistema di questa zona, modificata da vari incendi. Il terreno è ricoperto da felci ( pteridium aquilinum e dicranopteris linearis) e da erbe (sporobolus indicus). Nella zona Talasiqa possiamo trovare delle distese aperte (solo un terzo della zona è coperta), che sono composte dalla savana. L'espressione "paesaggio bruciato" si riferisce alla prateria gialla alla fine della stagione secca, dovuta alla mancanza di posti all'ombra. In questa zona si possono riconoscere due savane, due praterie e una zona mista (composta da canne, erba, felci). All'inizio dello scorso secolo tutta la vegetazione della Talasiqa era coperta da una foresta natìa. La popolazione sull'isola era solita utilizzare il fuoco per preparare i campi che venivano utilizzati per le piantagioni o per l'agricoltura. Con l'arrivo degli europei il numero di foreste diminuì drasticamente, lasciando spazio alla vegetazione Talasiqa. In 100 anni la foresta è diventata rapidamente un mosaico tra savane, praterie e felci. 
Esistono quattro tipi di praterie responsabili dell'espansione degli incendi: 1) Miscanthus, caratterizzato dalla specie M. floridulus; 2) Pennisetum polystachyon, che prende il nome dalla specie più comune; 3) Sporobolus indicus, principale erba della savana in coppia con Psidium guajava e  Casuarina equisetifolia; 4) Pteridium aquilinum e Dicranopteris linearis, ossia le principali specie indigene di felci che compongono la prateria.

### Vegetazione paludi d'acqua dolce
Questo tipo di vegetazione, ristretta a una piccola zona soggetta ad alluvioni, si trova soprattutto nelle zone umide sull'isola di Viti Levu. L'area si trova tra i due fiumi Rewa e Navua. Questo tipo di vegetazione occupa solamente lo 0,5 % del paesaggio. Due sono i principali motivi che possono spiegare questa percentuale: innanzitutto la superficie umida si trova solamente nelle aree vicino alle montagne più alte delle isole. Inoltre lo spazio delle pianure è limitato a causa delle montagne che crescono vicino alle coste. Il substrato di questa zona può essere descritto come l'insieme di torba e di masse fangose. Questi suoli sono coperti da tre specie di carici (Eleocharis ochrostachys, E.dulcis, Scleria polycarpa) e da due specie aliene di Cyperus. Nelle zone più umide si può trovare anche la specie natìa di sfagno: Sphagnum cuspidatum. Le attività dell'uomo, il fuoco, i pascoli e le coltivazioni hanno influenzato la vegetazione che cresceva in queste zone, trasformandola in ciuffi di vegetazioni legnose o in boschetti. Le parti che non sono state toccate sono le aree vicino ai delta dei fiumi. Queste zone infatti sono periodicamente sommerse dall'acqua che straborda dai fiumi.

### Foresta di mangrovie
Le mangrovie sono spesso associate alla vegetazione delle zone paludose che si può trovare vicino alla costa o presso i delta dei fiumi. In queste aree possiamo trovare più specie nello stesso, posto tra cui: Rhizophora spp, Bruguiera gymnorrhiza, xylocarpus granatum, Excoecaria agallocha e Lumnitzera littorea. Questo arrangiamento è ripetuto lungo tutti i delta dei fiumi dell'isola di Viti Levu e di Vanua Levu. In totale la foresta di mangrovie comprende sette specie di piante tra cui la più conosciuta, ma in questo caso meno diffusa, Rhizophora mangle. Le mangrovie possono crescere in quattro differenti condizioni ambientali: 1) delta o estuari, 2) lagune,3) sulla superficie delle barriere coralline, 4) entroterra in zone di depressione. 
Le mangrovie sono delle barriere naturali che separano la vegetazione dell'isola. Durante il periodo caldo, a causa di una forte evaporazione, il suolo che ospita le mangrovie diventa un ambiente estremamente salato e quindi poco ospitale. A partire da diversi studi si stima che le mangrovie abbiano 4000 anni e si siano create dopo lo scioglimento dei ghiacciai, che in quel tempi avevano provocato un innalzamento delle acque. Le mangrovie che si trovano sulle Figi sono importanti per quanto riguarda l'aspetto economico del mercato del pesce, esse rappresentano dei nidi per molte specie di animali. Come le foreste anche le mangrovie stanno subendo dei cambiamenti per mano dell'uomo. Dal 1970 ad oggi molte mangrovie sono state tagliate e rimosse per fare spazio all'agricoltura. Sulle isole restano solo 520 km² di foreste di mangrovie.

### Vegetazioni delle spiagge costali
La vegetazione delle spiagge costali è caratterizzata da chiazze di prati, arbusti e alberi che si intercalano tra loro. I primi semi di queste specie di piante possono essere state trasportate dall'oceano. Sulle spiagge costali le zone sono soggette a un continuo stress da parte dei surfisti che influenzano la crescita di questo posto. In queste zone la vegetazione risulterà come l'unione tra arbusti (Scaevola taccada, wollastonia biflora, sophora tomentosa) e prati (Vigna marina, Ipomoea pes-caprae, canavalia rosea). Una volta lasciata la zona di transizione di questa vegetazione si incontra un'altra vegetazione composta da più specie di piante: Barringtonia asiatica, Terminalia catappa, Hernandia nymphaeifolia, Calophyllum inophyllum, Cordia subcordata, Hibiscus tiliaceus, Thespesia populnea e Cocos nucifera.

### Vegetazione marina
Oltre alla vegetazione terrestre nelle Figi sono presenti anche delle piante marine: Morris and Pratt hanno creato una lista dettagliata della 422 taxa (39 Cyanophyceae, 113 Chlorophycecae, 42 Phaeophyceae e 288 Rhodophyceae).

## Flora
Le 188 famiglie che si possono trovare nelle Figi con i rispettivi numeri di specie.

### Piante gimnosperme (6 famiglie; 20 specie)
- Cycadaceae 1
- Podocarpaceae 9
- Araucariaceae 5
- Pinaceae 2
- Cupressaceae 2
- Gnetaceae 1

### Piante Angiosperme (182 famiglie; 2317 specie)
- Limnocharitaceae 1
- Alismataceae 1
- Hydrocharitaceae 3
- Potamogetonaceae 1
- Ruppiaceae 1
- Cymodoceaceae 3
- Triuridaceae 1
- Liliaceae 4
- Alliaceae 2
- Agavaceae 8
- Amaryllidaceae 5
- Philesiaceae 1
- Asparagaceae 1
- Smilacaceae 1
- Dioscoreaceae 5
- Taccaceae 2
- Pontederiaceae 3
- Iridaceae 3
- Strelitziaceae 2
- Musaceae 8
- Heliconiaceae 5
- Costaceae 1
- Zingiberaceae 17
- Cannaceae 1
- Marantaceae 3
- Orchidaceae
- Cyperaceae 44
- Bromeliaceae 3
- Commelinaceae 6
- Flagellariaceae 3
- Joinvilleaceae 1
- Poaceae 134
- Arecaceae 49
- Araceae 15
- Lemnaceae 1
- Pandanaceae 20
- Typhaceae 1
- Degeneriaceae 1
- Annonaceae 22
- Myristicaceae 6
- Aristolochiaceae 2
- Piperaceae 16
- Peperomiaceae 31
- Chloranthaceae 2
- Trimeniaceae 1
- Monimiaceae 1
- Hernandiaceae 3
- Lauraceae 37
- Cassythaceae 1
- Gyrocarpaceae 1
- Nymphaeaceae 2
- Ceratophyllaceae 1
- Menispermaceae 1
- Ranunculaceae 1
- Papaveraceae 1
- Ulmaceae 5
- Cannabaceae 1
- Moraceae 32
- Urticaceae 35
- Casuarinaceae 3
- Balanopaceae 1
- Phytolaccaceae 1
- Nyctaginaceae 7
- Aizoaceae 1
- Cactaceae 2
- Molluginaceae 1
- Caryophyllaceae 1
- Portulacaceae 7
- Basellaceae 1
- Amaranthaceae 13
- Chenopodiaceae 1
- Polygonaceae 4
- Plumbaginaceae 3
- Dilleniaceae 2
- Ochnaceae 1
- Theaceae 3
- Saurauiaceae 1
- Clusiaceae 18
- Elatinaceae 1
- Elaeocarpaceae 22
- Tiliaceae 12
- Sterculiaceae 22
- Bombacaceae 2
- Malvaceae 26
- Euphorbiaceae 110
- Gonystylaceae 1
- Thymelaeaceae 10
- Lecythidaceae 1
- Barringtoniaceae 4
- Rhizophoraceae 9
- Flacourtiaceae 27
- Violaceae 4
- Turneraceae 1
- Passifloraceae 8
- Bixaceae 1
- Cochlospermaceae 1
- Cariacaceae 1
- Cucurbitaceae 14
- Begoniaceae 6
- Capparaceae 3
- Cleomaceae 3
- Brassicaceae 11
- Moringaceae 1
- Salicaceae 1
- Ericaceae 2
- Epacridaceae 1
- Symplocaceae 2
- Ebenaceae 14
- Sapotaceae 27
- Myrsinaceae 29
- Cunoniaceae 18
- Davidsoniaceae 1
- Pittosporaceae 6
- Crassulaceae 1
- Rosaceae 4
- Chrysobalanaceae 4
- Mimosaceae 28
- Caesalpiniaceae 56
- Fabaceae 123
- Connaraceae 2
- Lythraceae 9
- Myrtaceae 74
- Punicaceae 1
- Onagraceae 4
- Melastomataceae 32
- Combretaceae 17
- Anacardiaceae 13
- Burseraceae 9
- Simaroubaceae 1
- Surianaceae 1
- Rutaceae 37
- Meliaceae 38
- Zygophyllaceae 1
- Sapindaceae 22
- Coriariaceae 1
- Oxalidaceae 6
- Balsaminaceae 2
- Araliaceae 22
- Apiaceae 8
- Linaceae 1
- Celastraceae 3
- Hippocrateaceae 2
- Aquifoliaceae 1
- Icacinaceae 2
- Dichapetalaceae 1
- Rhamnaceae 11
- Vitaceae 3
- Leeaceae 1
- Malpighiaceae 4
- Polygalaceae 1
- Alangiaceae 1
- Olacaceae 2
- Santalaceae 2
- Loranthaceae 1
- Viscaceae 2
- Balanophoraceae 1
- Proteaceae 4
- Loganiaceae 17
- Apocynaceae 39
- Asclepiadaceae 13
- Oleaceae 10
- Rubiaceae 191
- Caprifoliaceae 1
- Solanaceae 29
- Convolvulaceae 28
- Cuscutaceae 1
- Menyanthaceae 1
- Buddlejaceae 2
- Scrophulariaceae 14
- Gesneriaceae 41
- Acanthaceae 25
- Pedaliaceae 1
- Bignoniaceae 10
- Plantaginaceae 1
- Boraginaceae 10
- Verbenaceae 31
- Lamiaceae 18
- Campanulaceae 2
- Goodeniaceae 2
- Asteraceae 62
- Orchidaceae 169
- Phormiaceae 2

## Specie in via d'estinzione
10 delle 16 Specie in via d'estinzione
- Colocasia esculenta
- Dacrydium Nausoriense
- Cynometra falcata
- Medinilla waterhousei
- Balaka microcarpa
- Balaka macrocarpa
- Santalum Yasi
- Agathis macrophylla
- Pterocymbium oceanicum
- Acmophyle sahniana